# Michael Garey
Michael Randolph Garey, né le 19 novembre 1945 à Manitowoc dans le Wisconsin, est un informaticien américain.

## Formation et carrière
Garey étudie à l'Université du Wisconsin à Madison. Il obtient le baccalauréat universitaire en 1967, le master en 1969 et le doctorat en informatique en 1970 sous la direction d'Edward F. Moore, avec une thèse intitulée « Optimal Binary Decision Trees for Diagnostic Identification Problems ». Il travaille ensuite au  Mathematical Sciences Research Center des Laboratoires Bell jusqu'à son départ à la retraite en 1999. À partir de 1988, il est le directeur du laboratoire (à partir de 1996, Lucent Technologies).

## Recherche
Il travaille sur la conception et à l'analyse d'algorithmes combinatoires,  la théorie des graphes et recherche opérationnelle. Il est connu comme l'auteur, avec David Stifler Johnson d'un livre de référence sur la théorie de la complexité. 
De 1979 à 1982, il est éditeur en chef du Journal of the ACM.

## Prix et distinctions
- 1979: Prix Frederick W. Lanchester[3]
- 1995: Fellow de l'ACM[4].

## Écrits
- avec David S. Johnson: Computers and Intractability: a Guide to the Theory of NP-completeness, Freeman, San Francisco 1979.